# Psammoclema bitextum
Psammoclema bitextum är en svampdjursart som beskrevs av Wiedenmayer 1989. Psammoclema bitextum ingår i släktet Psammoclema och familjen Chondropsidae.
Artens utbredningsområde är havet kring Australien. Inga underarter finns listade i Catalogue of Life.